# Памятник Подтёлкову и Кривошлыкову (Новочеркасск)
Памятник Подтёлкову и Кривошлыкову — один из немногих  памятник левым эсерам в городе Новочеркасске руководителям революционного казачества на Дону в годы Гражданской войны в России Ф. Подтёлкову и М. Кривошлыкову.  

## История
Памятник руководителям революционного казачества на Дону в годы Гражданской войны Ф. Г. Подтёлкову и М. В. Кривошлыкову установлен на Троицкой площади в городе Новочеркасске.  Памятник был открыт в 1974 году, авторами монумента были ростовские скульпторы Ю. В. Шубин, В. Д. Батяй и архитектор И. В. Григор.
Бетонная скульптура донских революционеров установлена на бетонном постаменте и представляет собою двух стоящих вплотную  казаков на фоне развевающегося боевого знамени.  Фёдор Григорьевич Подтёлков и Михаил Васильевич Кривошлыков известны агитацией против Белого движения. В годы Гражданской войны в 1918 году Подтёлков возглавлял отправленный в экспедицию отряд, призванный склонить на сторону Красной армии солдат для формирования из них революционных частей. Отряд был атакован белогвардейцам, они перебили всех солдат и повесили руководителей отряда.
Федор Григорьевич Подтёлков родился в хуторе Крутовском Усть-Хоперской станицы, учился он в церковноприходской школе, служил в гвардейской батарее, участвовал в боях на русско-германском фронте. В окопах войны Ф. Г. Подтёлков прислушивался к большевистским агитаторам и принял сторону большевиков, после чего проводил среди казаков агитацию за Советскую власть.

Ф. Г. Подтёлков

М. В. Кривошлыков

После октябрьской революции Ф. Г. Подтёлков участвовал в работе съезда фронтового казачества в станице Каменской, где был избран председателем Донского областного военно-революционного комитета. Секретарем комитета казаки избрали Михаила Васильевича Кривошлыкова. В дальнейшем они работали вместе.
М. В. Кривошлыков родился в семье кузнеца. Учился в Донском сельскохозяйственное училище, работал агрономом в Сальском округе. Поступил на заочное отделение Киевского коммерческого института. С началом Первой мировой войны ушел в армию, откуда его направили в школу прапорщиков при Новочеркасском казачьем училище.
После Февральской революции Кривошлыкова избрали председателем полкового комитета, членом комитета 5-й Донской казачьей дивизии. Весной 1917 года, когда прапорщик Кривошлыков приехал домой, односельчане избрали его делегатом на Войсковой круг, проходивший в Новочеркасске. Там он в мае 1917 года выступил против атамана Каледина, после чего в   отправился на фронт.
М. В. Кривошлыков и Ф. Г. Подтёлков вместе участвовали в разгроме Каледина, в формировании революционных казачьих частей, в созыве I съезда Советов Донской республики в Ростове. На съезде они были избраны в состав Совета народных комиссаров Донской советской республики, после чего участвовали в экспедиции в северные округа Донской области для борьбы с контрреволюцией.
В одной из таких экспедиций в 1918 году белые разоружили казаков. Ф. Подтёлков и М. Кривошлыков были пленены и повешены, их товарищи были расстреляны у хутора Пономарева.  Гибель революционеров подробно описана во втором томе романа М. А. Шолохова "Тихий Дон".
В Ростовской области память Ф. Г. Подтёлкова и М. В. Кривошлыкова живёт в названиях улиц, колхозов, теплоходов и др.  На родине М. В. Кривошлыкова в станице Боковской установлен памятник земляку.